# Múzeumok Ankarában
Ankarában, Törökország fővárosában, több múzeum is található, ezek közül a legnagyobb az Anatóliai Civilizációk Múzeuma. A régészeti kiállításoknak otthont adó múzeum mellett etnográfiai, művészeti és történelmi témájú múzeumokat láthat a látogató, ilyen például az első török parlamentnek otthont adó épületben helyet kapott, a török függetlenségi háború emlékét őrző Kurtuluş Savaşı Müzesi. Az államalapító Mustafa Kemal Atatürk monumentális síremléke, Anitkabir is funkcionál múzeumként.

## Múzeumok
- Anatóliai Civilizációk Múzeuma (Anadolu Medeniyetleri Müzesi) az ankarai vár közelében található, az eredetileg fedett bazárként (bedesten), illetve karavánszerájként (kursunlu han) létesített, restaurált épületben kapott helyet. Gyűjteménye Anatóliának az őskőkortól (paleolitikumtól) a bizánci korszakig terjedő történetének világhírűvé vált, egyedülállóan gazdag régészeti tára, illetve kutatóközpontja. 1997-ben elnyerte az European Museum of the Year Award kitüntetést. A múzeumi gyűjteménynek otthont adó két épület önmaais kultúrtörténeti jelentőséggel bír.

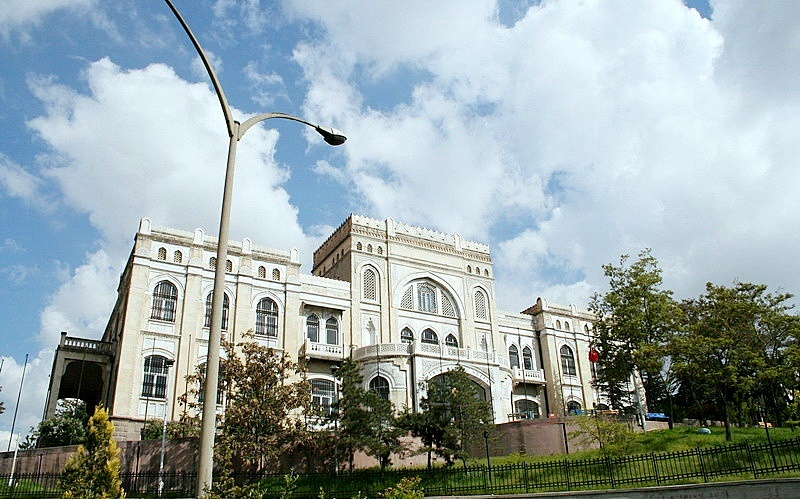
Az Etnográfiai Múzeum épülete

- Az Etnográfiai Múzeum (Etnoğrafya Müzesi): A múzeum az Operaházzal szemben található a Talat Paşa bulváron, Ulus városrészben. A török folklór bemutatása mellett szeldzsuk és oszmán időkből származó ereklyéket találunk itt.
- A Çengelhan Rahmi M. Koç múzeum: ipari múzeum, mely a Citadella bejáratával szemben található, közel az Anatóliai Civilizációk Múzeumához. A múzeumnak helyet adó épület 1522-ben épült, és karavánszerájként funkcionált. A múzeumban közlekedés, tudományos eszközök, hajózás, orvostudomány stb. témakörökben tekinthetnek meg a látogatók kiállítási tárgyakat. A kertben ajándéküzletet, kávézót és sörözőt is találunk.
- A Festőművészet és Szobrászat Múzeum (Resim-Heykel Müzesi): közel az Etnográfiai Múzeumhoz; a 19. századtól napjainkig török művészek munkáit mutatja be. Vendégtárlatoknak is helyet ad.
- A Függetlenségi Háború Múzeuma (Kurtuluş Savaşı Müzesi): az Ulus téren található, és eredetileg a Török Köztársaság parlamentjének első épülete volt. A múzeumban a köztársaság történetét bemutató fényképsorozat mellett a köztársaság korábbi elnökeinek viaszszobrait is megtekinthetjük.
- A TCDD Lokomotív Múzeum: a Celal Bayar Blvd.-on, a vasútállomás közelében található szabadtéri múzeum, mely a gőzmozdony történetét mutatja be.

## Külső hivatkozások
- Museums in Ankara (angolul)